# Ambasciatori prussiani in Belgio
L'ambasciatore prussiano in Belgio era il primo rappresentante diplomatico della Prussia in Belgio.
Le relazioni diplomatiche iniziarono ufficialmente nel 1831 terminarono nel 1868.

## Regno di Prussia
- 1831-1841: Heinrich Friedrich von Arnim-Heinrichsdorff-Werbelow
- 1841-1845: Alexander von Arnim-Suckow
- 1845-1847: Rudolf von Sydow
- 1847-1852: Theodor Franz Christian von Seckendorff
- 1852-1858: Adolf von Brockhausen
- 1859-1863: Heinrich Alexander von Redern
- 1864-1868: Hermann Ludwig von Balan

1868: Chiusura dell'ambasciata